# 拉莫特-卡普德维尔
拉莫特-卡普德维尔（法語：Lamothe-Capdeville，法語發音：[lamɔt kapdəvil]）是法国奥克西塔尼大区塔恩-加龙省的一个市镇，位于该省中部，阿韦龙河右岸，属于蒙托邦区和大蒙托邦城市圈公共社区。该市镇由拉莫特（Lamothe）和卡普德维尔（Capdeville）等村镇组成。

## 地理
拉莫特-卡普德维尔（44°4'30"N, 1°22'12"E）面积11.92 平方千米，位于法国奧克西塔尼大區塔恩-加龙省，该省份为法国西南部内陆省份，北起顺时针与洛特省、阿韦龙省、塔恩省、上加龙省、热尔省和洛特-加龙省接壤。
与拉莫特-卡普德维尔接壤的市镇（或旧市镇、城区）包括：阿尔比亚斯、洛诺尔德科斯、蒙托邦。
拉莫特-卡普德维尔的时区为UTC+01:00、UTC+02:00（夏令时）。

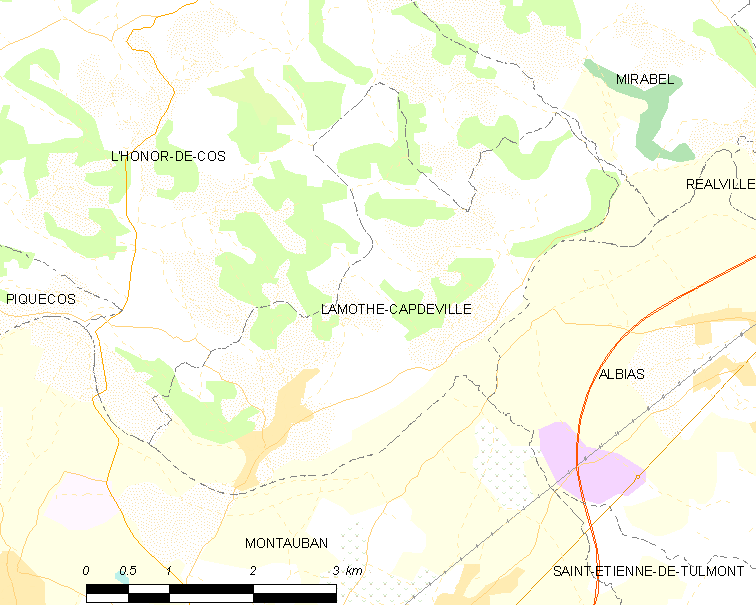
拉莫特-卡普德维尔的OSM定位图

## 行政
拉莫特-卡普德维尔的邮政编码为82130，INSEE市镇编码为82090。

## 政治
拉莫特-卡普德维尔所属的省级选区为凯尔西-阿韦龙县。

## 交通
塔恩-加龙省省道D69线和D78线在市中心交汇。

## 人口

1962-2008年间拉莫特-卡普德维尔人口变化图示

拉莫特-卡普德维尔于2022年1月1日时的人口数量为1076人。